# Pátyod
Pátyod is een plaats (község) en gemeente in het Hongaarse comitaat Szabolcs-Szatmár-Bereg. Pátyod telt 647 inwoners (2001).